# Зоджи
Зоджи (настоящие имя и фамилия — У Тейн Хан; 12 апреля 1907, Пхьяпоун
— 26 сентября 1990) — поэт, писатель, переводчик, литературовед, историк Бирмы. Лауреат Национальной премии по литературе Бирмы (1979).
Один из инициаторов патриотического движения в Бирме.

## Биография
Родился в многодетной семье. В 1929 году окончил Рангунский университет. Преподаватель Бирманского отделения университета. В 1931 −1936 годах — учитель английской и бирманской литературы. В 1938—1940 гг. продолжил учёбу в университетах Лондона и Дублина. С 1941 года работал библиотекарем Университета Рангуна, позже — в Министерстве образования Бирмы.
Был председателем Комиссии по истории Бирмы (с 1959), председателем Комитета технических терминов и Комитета по отбору кандидатов национальных литературных премий. После ухода на пенсию — президент Общества исторических исследований Бирмы и советник Комиссии по истории Бирмы.
Почётный профессор Рангунского университета (с 1961).

## Творчество
В 1930-е гг. — один из видных деятелей литературного движения кхисанг (кисан, «Век экспериментов»), появившегося в британской Бирме и считающегося первым современным литературным движением в истории бирманской литературы, проповедовавшего идею обогащения национальной словесности и языка путём использования художественного опыта иноязычных литератур.
Автор коротких рассказов, написанных в подражание бирманской классической прозе, стихов в форме «лей чхоу» (четырёхчастная свободная форма). Его произведения содержат патриотический призыв к борьбе за возрождение свободной Бирмы (поэма «Древний Паган» и др.). Автор ряда литературоведческих статей и монографии о национальной культуре, истории, литературе, в том числе, о жизни и творчестве Такина Кодо Хмайна.
Перевёл в прозе «Шакунталу» Калидасы и комедии Мольера (в 1934 году адаптировал «Мещанин во дворянстве»).
Лирику Зоджи (поэма «Древний Паган», стихи «Тростник», «Цветы питау» и др.) отличают медитативность, изысканность стиля, использование традиционных поэтических форм.